# Махмуд Ейвазов
Махмуд Багір огли Ейвазов (азерб. Mahmud Bağır oğlu Eyvazov; нар. після 1808 — пом. 1960) — відомий азербайджанський колгоспник — довгожитель (родом з гірського талиського села). За офіційною радянською версією прожив близько 150 років.

## Життєпис
Дані про вік Ейвазова, жителя високогірного (2200 м над рівнем моря) села Пірасора Леріцького району Азербайджану, вперше стали відомі після всесоюзного перепису населення СРСР у 1959 році. За офіційними даними, за рік перепису Махмуду Ейвазову було 150 років. Трудовий стаж Ейвазова також є рекордом — 135 років .
За словами вчителя місцевої середньої школи в селі Пірасора Енвера Агаєва, Махмуд Ейвазов був невисокого зросту, але доброї статури, середньої повноти, сивобородий, з розумними очима і рухливим обличчям. Був він дуже балакучим і ласкавим. Ніколи не користувався окулярами та не скаржився на зір. Щоправда, існували проблеми зі слухом. Не визнавав протезів, хоч у роті не залишилося зубів. Затверділі ясна чудово справлялися навіть із шашликами з баранини .
У житті не вживав спиртного, не курив магазинні цигарки, а ретельно м'яв у пальцях махорку і засипав її в довгу курильну люльку. Вона нещадно диміла, що викликало в організаторів офіційних церемоній нудоту та сльози. Тому Махмуда довго вмовляли перейти на «Казбек». За словами довгожителя, він « ніколи не пив, не курив і не брехав» .
Указ Президії Верховної Ради СРСР № 234/88 від 27 березня 1956 року "Відзначаючи велику трудову діяльність у колгоспному виробництві та у зв'язку зі 148-річчям від дня народження, нагородити члена сільськогосподарської артілі «Комсомол» Леріцького району Азербайджанської РСР тов. Ейвазова Махмуда Багір огли орденом Трудового Червоного Прапора опубліковано 28 березня 1956 року в центральних газетах .
В 1957 році Ейвазов ще працював у високогір'ї в колгоспі «Комсомол» .
У 1958 році Енвер Агаєв як перекладач супроводжував Махмуда Ейвазова під час його півторамісячного перебування в Москві. Тут Махмуд зустрічався із представниками 11 іноземних делегацій, яких цікавив феномен довгожительства. Зарубіжні гості з цікавістю розглядали його, ставили йому безліч питань.
У тому ж році в будинку Махмуда Ейвазова встановили радіоприймач . З його ініціативи у селі Пірсора збудували школу. Він був нагороджений Золотою медаллю ВДНГ СРСР . Усі нагороди разом із каракулевою папахою, подарованою йому маршалом Климентом Ворошиловим і килимом — приданим його матері, зберігаються як безцінні експонати в Леріцькому історико-краєзнавчому музеї.

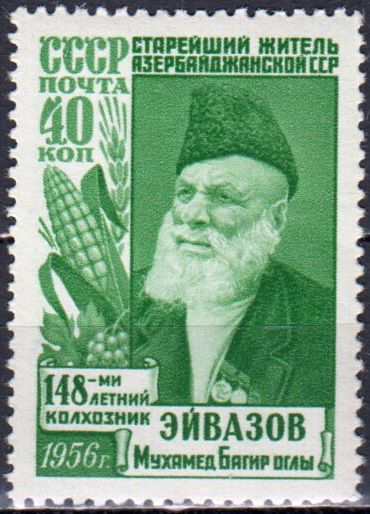
Марка СРСР 1956 з помилкою: Мухамед замість Махмуд

Біографія Махмуда Ейвазова була покладена в основу роману «Син гір» азербайджанського письменника Мамедгусейна Алієва (книга була вперше видана 1977 року). Будинок Махмуда Ейвазова входить до чотирнадцяти туристичних визначних пам'яток в Леріцькому районі Азербайджану .

## Помилка у поштовій марці
На честь довгожителя в 1956 році була випущена поштова марка . Марка виявилася з помилкою — було вказано ім'я «Мухамед» замість «Махмуд». Перш ніж помилку помітили та надрукували виправлений тираж, кілька тисяч марок з помилкою потрапили до поштових відділень .